# Лахендорф
Лахендорф (нім. Lachendorf) — громада в Німеччині, розташована в землі Нижня Саксонія. Входить до складу району Целле. Центр об'єднання громад Лахендорф.
Площа — 38,23 км2. Населення становить 6524 ос. (станом на 31 грудня 2021).

## Галерея

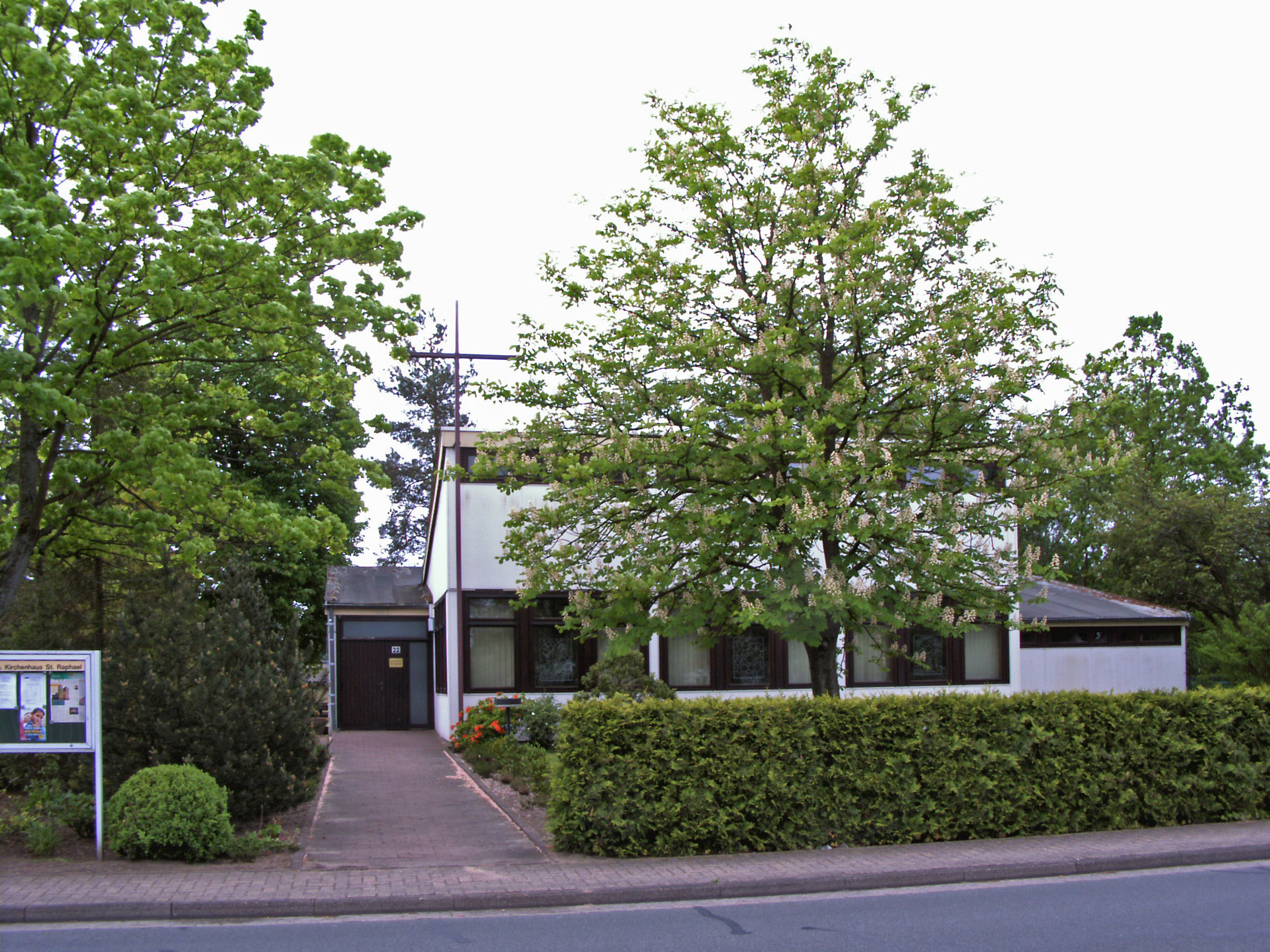
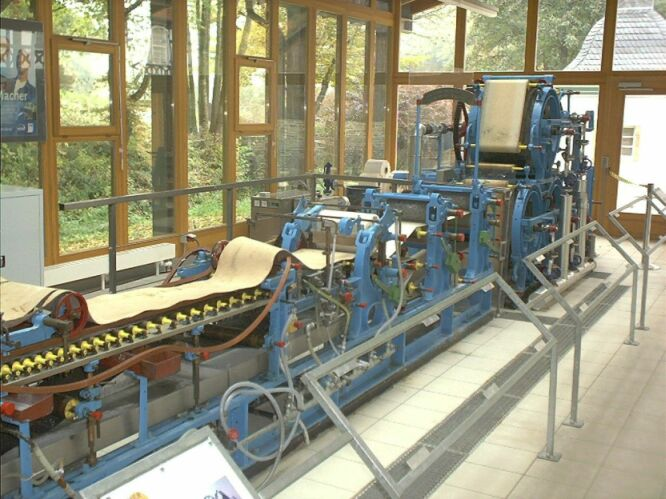
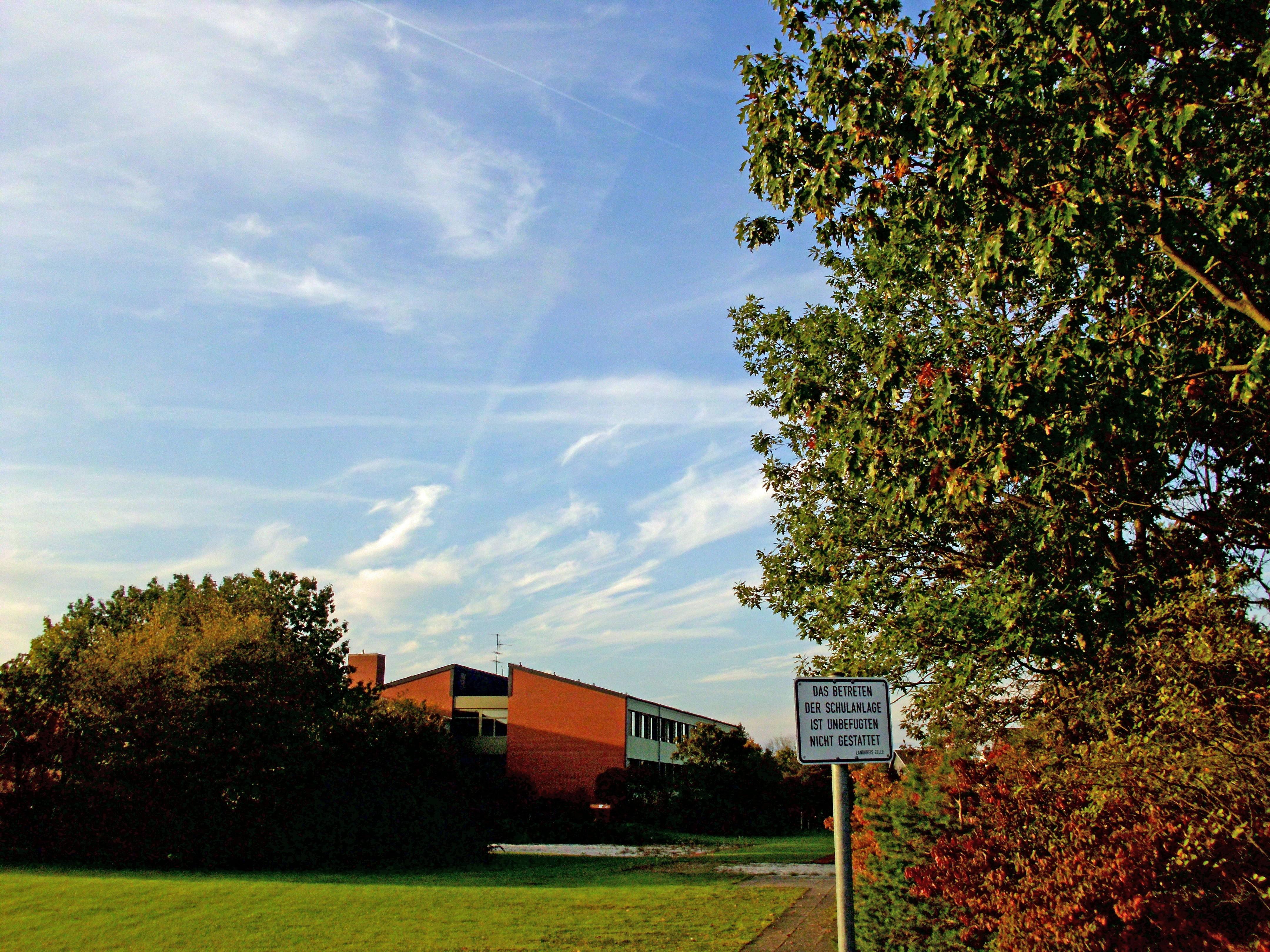